# 李志豪 (间谍)
李志豪（1946年11月—2024年9月），生於廣州市，前中華民國軍情局少校，真實的身份是中国共产党派遣至台灣的卧底。1999年，軍情局發現他的身份，將他在台北誘捕，被判處無期徒刑。在2013年從台南軍監移至台北監獄後申請假釋。在2015年两岸领导人会面後，中國大陸與台灣交換俘虜，李志豪被釋放，換回台灣间谍朱恭訓與徐章國。

## 生平
1946年11月出生，年輕時為游泳選手，曾服役於廣東省軍區廣州警備區。1980年代游泳至英屬香港，以僑生身份來台求學。1990年代，中華民國國防部特種情報室（国防部军事情报局前身）吸收他為特務。
1994年4月發生千島湖事件，中共中央將通缉令等機密情報交給李志豪，由他透露給台灣方面，李登辉因李志豪的情报，曾表示“千岛湖事件”所有情报他都清楚“连机密通缉令，我们都收到”。他因此獲得拔擢為中華民國軍情局少校，並獲得軍情局資助，在中國大陸發展間諜網。他與殷偉俊、白金養是當時中共派駐台灣进入軍情局最重要的三名間諜。李志豪收集中華民國派駐中國大陸的間諜資訊供應給中共。隨著劉連昆在中國大陆被捕，中華民國在中國大陸布建的情報網被破，多名情報人員遭到逮捕。軍情局第三處清查內部人員，李志豪的行動被發現。
1999年，軍情局誘使李志豪回台灣，投宿力霸皇冠大飯店，在投宿處，李志豪與在場的軍情局退役人員一同遭到逮捕。之后李志豪被判處無期徒刑，在10月1日入獄服刑。2003年，中華人民共和國國家安全部釋放被他們逮捕的中华民国軍情局上校葉炳南，由他傳話轉達中國大陸方面想以換俘方式换回李志豪和殷偉俊，遭到拒絕。在洪仲丘案發生後，李志豪由台南軍監移至台北監獄，隨後申請假釋。2015年10月2日，中华民国法務部矯正署核准李志豪假釋。次日，被关押16年、年届七十的李志豪从台北桃园机场搭乘长荣航空班机直飞香港。同月13日上午，朱恭訓、徐章國接到通知，二人獲得「假釋」，准予釋放。當日下午，二人從廣西南寧搭乘南航CZ3045航班落地台北桃園機場。回台後核定退休。
2024年9月逝世，終年78歲，葬入廣州市銀河革命公墓。